# در شب عروسی
در شب عروسی فیلمی به کارگردانی و نویسندگی رضا قهرمانی و تهیه‌کنندگی محسن بدرلو ساخته سال ۱۳۸۸ است.
این فیلم در ۲۲ اردیبهشت ۱۳۹۰ در سینماهای ایران اکران شد.

## خلاصه فیلم
در شب عروسی شاهرخ و سحر، حادثه‌ای باعث می‌شود به واقعیت‌هایی از زندگی خود و اطرافیانشان دست پیدا کنند.